# دورویی (فیلم ۲۰۲۵)
دورویی (انگلیسی: Duplicity) (که با نام تجاری Tyler Perry's Duplicity نیز شناخته می‌شود) یک فیلم معمایی مهیج آمریکایی محصول سال ۲۰۲۵ به نویسندگی، تهیه‌کنندگی و کارگردانی تایلر پری است. در این فیلم کاترینا گراهام، مگان تندی، تایلر لپلی و ران ریکو لی ایفای نقش کردند. این فیلم در ۲۰ مارس ۲۰۲۵ در آمازون پرایم ویدیو منتشر شد.

## بازیگران
- کاترینا گراهام در نقش مارلی ولز
- مگان تندی در نقش فلا بلکبرن
- تایلر لپلی در نقش تونی
- ران ریکو لی در نقش کوین
- جاشوا آدی‌آی در نقش رادنی
- نیک باروتا در نقش سم
- جیمی استنتون در نقش کالب
- شانون لانیر در نقش شانون

## تاریخ تولید
در ژوئن ۲۰۲۳ اعلام شد که پری بر اساس بستن قراردادی با استودیو آمازون قرار است چهار فیلم بسازد و اکنون روی اولین فیلم خود کار می‌کند. کت گراهام، تایلر لپلی، مگان تندی، جاش آدی‌آی، ران ریکو لی، جیمی استانتون، شانون لانیر و نیک باروتا از بازیگران این فیلم هستند.

## بازخورد
این فیلم با واکنش‌های منفی منتقدان مواجه شد. منتقدان ورایتی و هاف پست آن را یک فیلم آبکی خواندند.